# 개들의 섬
《개들의 섬》(영어: Isle of Dogs)은 웨스 앤더슨이 연출, 제작, 각본을 맡은 2018년 개봉한 미국의 스톱 모션 애니메이션, 코미디 영화이다. 멀지 않은 미래의 디스토피아 세계관 일본을 배경으로 하며, 개 인플루엔자 확산에 따라 모든 개들이 섬으로 추방당한 후에 자신의 개를 찾는 소년의 이야기를 다루고 있다. 브라이언 크랜스턴, 에드워드 노턴, 빌 머리, 제프 골드블룸, 노무라 구니치, 그레타 거윅, 프랜시스 맥도먼드, 코트니 B. 밴스, 피셔 스티븐스, 나츠키 마리, 하비 카이텔, 리에브 슈라이버, 밥 밸러밴, 스칼렛 요한슨, 틸다 스윈턴, F. 머리 에이브러햄, 프랭크 우드의 앙상블 캐스트가 출연한다.
미국과 독일 합작인 《개들의 섬》은 스튜디오 바벨스베르크의 협력과 더불어 인디언 페인트브러시와 앤더슨 소유의 영화 제작사 아메리컨 엠피리컬 픽쳐스(American Empirical Pictures)가 제작했다. 2018년 베를린 영화제 개막작으로 선정되었으며, 앤더슨은 감독 은곰상을 수상했다.

## 줄거리
디스토피아에 접어든 가까운 미래의 일본에서는 인플루엔자 바이러스가 개 품종 개체군에서 확산되어 사람에게 전염될 가능성이 있었다. 권위주의적인 메가사키시(Megasaki City)의 새로운 시장이 된 고바야시 겐지(Kenji Kobayashi)는 와타나베(Watanabe) 교수라는 과학자가 개 인플루엔자의 치료법이 발견될 것이라고 주장했음에도 불구하고 모든 개들을 쓰레기섬으로 추방시키는 내용이 담긴 법률에 서명했다. 메가사키시에서 처음으로 추방된 개는 고아가 된 고바야시 시장의 조카이자 피후견인인 고바야시 아타리(Atari Kobayashi)의 반려견이었던 스파츠(Spots)였다.
그로부터 6개월 후 아타리는 스파츠를 찾기 위해 비행기를 훔치고 쓰레기섬으로 날아갔지만 곧바로 추락하고 만다. 아타리는 치프(Chief)라는 이름이 붙은 검은 개가 이끄는 개들에 의해 구조되었다. 길을 잃은 치프는 비록 아타리라는 인간과 친해지는 것을 꺼려했지만 개들은 아타리가 스파츠를 찾는 것을 돕기로 결정한다. 그들은 함께 아타리를 되찾기 위해 고바야시가 보낸 구조대를 피했다. 이 과정에서 넛메그(Nutmeg)라는 이름이 붙은 암컷 개가 순종임을 주장하면서 치프는 마지못해 그들의 수색에 동행하기로 결정한다. 그들은 고립된 식인종 개들의 존재를 경고한 주피터(Jupiter)와 오라클(Oracle)이라는 개 2마리로부터 조언을 구한다.
개 인플루엔자 치료법을 발견한 와타나베 교수는 자신의 연구 결과를 고바야시에게 공개했지만 고바야시는 여전히 개 금지 조치 해제를 거부했다. 와타나베 교수는 고바야시를 비판한 혐의로 가택 연금 처분을 받았고, 얼마 지나지 않아서 초밥에 있던 독성을 가진 고추냉이에 의해 독살당하고 만다. 한편 미국에서 온 교환 학생인 트레이시 워커(Tracy Walker)는 고바야시의 음모를 의심하고 조사를 시작한다. 고바야시는 아타리가 개들에게 납치되어 벌을 받기로 맹세했다고 주장한다.
아타리와 치프는 다른 사람들과 떨어진 상태에서 여행하게 된다. 아타리는 치프에게 목욕을 시키는데 이는 치프가 사실은 하얀 털을 가진 개라는 것을 보여준다. 아타리는 치프와 스파츠 간의 유사성을 통해 그들이 매우 드문 품종이었음을 확인하게 된다. 치프는 한 마리만 죽은 쓰레기의 일부가 된 것을 기억한다. 그들이 여행을 계속할 때 치프는 아타리와 유대 관계를 맺는다. 그들은 다시 개 무리에 합류하여 식인 개 품종의 위치를 찾았지만 고바야시의 부하들로부터 매복 공격을 받았다. 스파츠는 개 무리를 데리고 도착하고, 그들은 공격자들을 함께 쫓는다. 그는 자신이 식인종이 아닌 것으로 밝혀진 부족에 의해 구조되면서 그들의 지도자가 되었으며 암컷 개 페퍼민트(Peppermint)와 결혼하였다. 스파츠는 치프가 그의 형이라는 것을 확인하고, 아타리에 대한 보호 의무를 부여된 치프에게 전해주기를 요구한다. 한편 메가사키시 주민들은 아타리가 죽었다고 믿었다.
올빼미는 고바야시가 쓰레기섬에 있던 모든 개들을 몰수하라는 명령을 내릴 계획을 전한다. 이 계획을 입수한 아타리와 개들은 본토로의 여행을 준비한다. 트레이시는 와타나베의 옛 동료였던 오노 요코(Yoko Ono)와 대치하게 되는데 트레이시의 의심을 확인한 오노 요코는 마지막으로 남아 있던 개 인플루엔자 치료제가 들어간 유리병을 제공한다. 고바야시는 명령을 내릴 준비를 하고 있었지만 트레이시는 고바야시의 부패와 관련된 각종 증거들을 제시한다. 그러나 고바야시는 트레이시가 제시한 증거들을 부인하면서 트레이시를 일본에서 추방시키고 미국으로 송환할 것을 명령한다. 아타리와 개들은 곧 도착해서 치료 효과가 있는지 확인한다. 아타리는 고바야시에게 바치는 하이쿠를 전달한다. 고바야시는 마음이 바뀌어 포고령을 취소하지만 그의 오른팔인 도모(Domo) 소령은 해체를 부추길 것을 주장한다. 이 과정에서 "실행" 버튼을 누르려는 고바야시와 도모 사이에서 싸움이 벌어졌지만 오히려 트레이시의 고등학교에 재학 중이던 해커 덕분에 포로로 억류당하고 만다.
고바야시와 도모가 싸우는 동안 아타리와 스파츠는 금속 개들에게 심각한 부상을 입힌다. 아타리는 신장이 부족한 상태가 되었지만 고바야시는 자신의 실수를 인정하고, 그를 구하기 위해 자신의 신장 가운데 하나를 기증한다. 법률에 따라 도시의 시장으로 임명된 아타리는 개들이 다시 사회에 통합될 수 있도록 지시한다. 고바야시는 도모를 비롯한 동료 정치인들과 함께 부패 혐의로 인해 투옥된다. 트레이시와 아타리는 커플이 되었고, 치프는 넛메그와 재회하여 아타리의 보디가드 역할을 맡게 된다. 한편 사망한 것으로 추정되었던 포주들은 고바야시가 소유하고 있던 영지에서 페퍼민트와 함께 그의 쓰레기를 되찾고 비밀리에 개를 기르게 된다.

## 출연
- 브라이언 크랜스턴 - 치프[2]
- 랭킨 코유 - 고바야시 아타리[2]
- 에드워드 노턴 - 렉스[2]
- 밥 밸러번 - 킹[2]
- 빌 머리 - 보스[2]
- 제프 골드블럼 - 듀크[2]
- 노무라 구니치 - 고바야시 시장[3]
- 타카야마 아키라 - 도모 소령[2]
- 그레타 거윅 - 트레이시 워커[2]
- 프랜시스 맥도먼드 - 통역가 넬슨[2]
- 이토 아키라 - 와타나베 교수[2]
- 스칼렛 조핸슨 - 넛메그[3]
- 하비 카이텔 - 곤도[2]
- F. 머리 에이브러햄 - 주피터[2]
- 오노 요코 - 조수 과학자 오노 요코[2]
- 틸다 스윈턴 - 오라클[2]
- 와타나베 켄 - 집도의[2]
- 마리 나츠키 - 아줌마[2]
- 피셔 스티븐스 - 스크랩[2]
- 무라카미 니지로 - 히로시 편집장[2]
- 리브 슈라이버 - 스파츠[2]
- 코트니 B. 밴스 - 해설[3]
- 노다 요지로 - 뉴스 앵커[4]
- 프랭크 우드 - 시뮬레이터 테스트 기계[4]
- 로만 코폴라 - 이고르
- 안젤리카 휴스턴 - 벙어리 푸들
- 카라 헤이워드 - 페퍼민트
- 에드워드 버쉬 - 부엉이
- 로만 코폴라 - 이고르

## 제작

### 기획

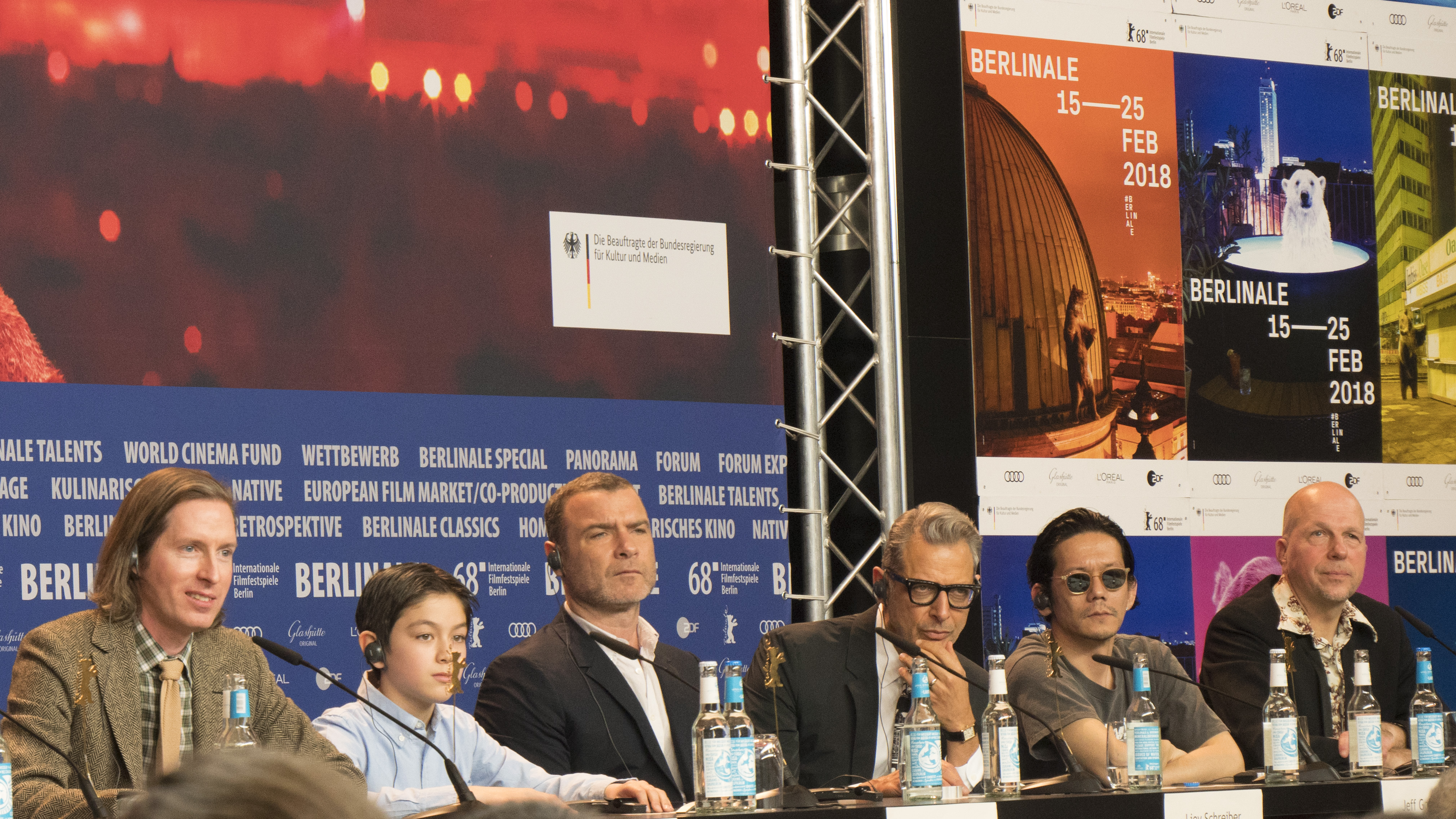
2018년 2월 제68회 베를린 국제 영화제에서 개들의 섬 언론 컨퍼런스

2015년 10월에, 과거 애니메이션 영화 《판타스틱 Mr. 폭스》를 연출한 앤더슨은 에드워드 노턴, 브라이언 크랜스턴, 밥 밸러번이 출연하는 “개를 소재로 한 영화”를 같은 장르로 만들 것이라고 밝혔다. 앤더슨은 《판타스틱 Mr. 폭스》를 기획하던 중에 잉글랜드에서 아일오브독스(영어: Isle of dogs, 개들의 섬)라는 교통 표지판을 보고 영감을 받았다고 말했다. 앤더슨은 개들의 섬이 랭킨/베이스 프로덕션스가 만든 특별 기념 스톱 모션 영화 뿐만 아니라, 구로사와 아키라의 영화들에게도 많은 영향을 받았다고 했다.

### 촬영
제작은 2016년 10월 이스트런던에 있는 3 밀스 스튜디오스에서 시작했다. 애니메이션 부서에 관여한 대다수는 《판타스틱 Mr. 폭스》에서 작업했던 이들였다.

## 개봉
2016년 12월 23일, 폭스 서치라이트 픽쳐스가 2018년 개봉 계획을 잡고, 영화의 월드와이드 배급권을 획득했다. 트레일러가 2017년 9월 21일 공개되었다.
영화는 2018년 2월 11일 제68회 베를린 국제 영화제 개막작으로 첫 공개되었고, 2018년 3월 17일 텍사스주 오스틴에서 열린 SXSW 영화제 폐막작으로 북미 지역에서 첫 공개되었다. 《개들의 섬》은 2018년 3월 23일 미국에서 제한 상영을 했다. 2018년 4월 13일 미국 전역에서 개봉되었다.

## 평가

### 흥행 수익
《개들의 섬》은 미국과 캐나다에서 3,200만 달러를 벌었고, 그외 다른 지역에서 3,200만 달러를 벌어들여, 월드 와이드 총 수익 6,390만 달러를 벌었다.
제한 개봉 첫 주 차에, 27개 극장에서 157만 달러(극장당 평균 수익 58,148달러)를 벌었다. 이 수치는 2018년에 《에이스 그레이드》에 이어 두 번째로 평균 수익이 높았다. 관객의 60%는 30살 미만이였다. 2주 차에 165개 극장(74% 증가)에서 280만 달러를 벌어들였고, 11위로 마감했다. 《개들의 섬》은 3주 차에 10위에 들었고, 554개 극장에서 460만 달러를 벌었다. 《개들의 섬》은 다음 주 차에 1,939개 극장으로 늘어나 5백만 달러를 벌어들였고, 박스 오피스 7위로 마감했다.

### 비평적 평가
영화 비평 웹사이트 로튼 토마토에서 《개들의 섬》은 272개 평가를 바탕으로 90%의 긍정 수치와 10점 만점 평균 8점을 유지하고 있다. 영화 비평들을 표준화된 점수를 매기는 웹사이트 메타크리틱에서 개들의 섬은 “전반적으로 극찬”을 나타낸 54명의 비평가들을 바탕으로 평균 점수 100점 만점 82점이였다. 시네마스코어에서 관객들의 평가는 A+에서 F까지 범위 중에 평균 “A”를 줬고, 포스트트랙의 영화 애호가들의 88%는 전반적으로 긍정적인 평가를 줬다.
시카코 선타임스의 리처드 로이퍼(Richard Roeper)는 영화가 위험을 감수한 것을 칭찬하고 “영리하고 색다르며, 어쩔 때는 잔잔하게 기묘하고 정말 웃겼다.” 라고 평가하면서 4점 만점에 3.5점을 줬다. Exclaim!은 “웨스 앤더슨 특유의 특징들을 모두 지녔다”라며, 10점 만점에 7점을 줬다.

#### 일본 문화 묘사
몇몇 비평가들은 이 영화가 인종적 스테레오타입과 문화적 전유의 예시이며, 영화의 등장인물 중 하나가 “백인 구원자”의 형태를 띠고 있다며 주장했다. 로스앤젤레스 타임스의 저스틴 챙은 일본인 등장인물들은 그들의 대화가 기계나 통역사를 통해 번역되는 대신에 일본어에 대한 자막이 없이 말을 한다. "감독의 감수성 있는 말 더듬거림 영화의 스토리의 인간적 요소들을 다루는 방식이고, 영화의 인종적 스테레오타입 결점이 가끔식 표면화되어 그의 영화를 망쳤다... 일본인 대화의 대다수는 일본어를 하지 못 하는 사람들이 영화의 상황과 얼굴 표정들을 바탕으로 이해하는 간단한 대화로 줄여졌다.”라고 기고했다. 매시에이블에 기고하는 앤지 핸은 미국인 교환학생 배역의 트레이시를 “외국 땅에 도착하여 외국인들에게서 외국인들을 구해주는 착한 백인 영웅의 모범인 ‘백인 구원자’의 예시”라고 칭했다.

## 사운드트랙
| 전문가 평가        | 전문가 평가 |
| 평가 점수          | 평가 점수   |
| 출처               | 점수        |
| ------------------ | ----------- |
| Backseat Mafia     | 7.5/10      |
| 드라운드 인 사운드 | 7/10        |
| 피치포크           | 7.3/10      |

영화 삽입곡들은 앤더슨과 과거에《판타스틱 Mr. 폭스》, 《문라이즈 킹덤》, 《그랜드 부다페스트 호텔》에서 작업한 알렉상드르 데스플라가 작곡했다. 사운드트랙에는 다양한 원곡들과 주로 일본 출신의 뮤지션들의 선정곡들로 이뤄졌다. 몇몇 곡들은 구로사와 아키라의 《주정뱅이 천사》 (1948), 《7인의 사무라이》 (1954) 같은 일본 고전 영화들의 원곡이기도 했다. 사운드트랙은 총 22곡으로, 그 중 15곡은 데스플라가 작곡한 것이다.
표시한 곡들을 제외한 모든 곡들은 알렉상드르 데스플라가 작곡 및 연주했다.

### 트랙 리스트
| #   | 제목                                                 | 참고                                                                                       | 재생 시간 |
| --- | ---------------------------------------------------- | ------------------------------------------------------------------------------------------ | --------- |
| 1.  | 〈Shinto Shrine〉                                    |                                                                                            | 1:56      |
| 2.  | 〈Taiko Drumming〉                                   | 와타나베 카오루 작사 및 연주                                                               | 0:50      |
| 3.  | 〈The Municipal Dome〉                               |                                                                                            | 2:29      |
| 4.  | 〈Six Months Later + Dog Fight〉                     |                                                                                            | 2:05      |
| 5.  | 〈The Hero Pack〉                                    |                                                                                            | 1:08      |
| 6.  | 〈First Crash-Landing〉                              |                                                                                            | 0:56      |
| 7.  | 〈Kanbei & Katsushiro – Kikuchiyo's Mambo〉          | 하야사카 후미오 작곡, 토호 심포니 오케스트라 연주 (7인의 사무라이)                         | 0:52      |
| 8.  | 〈Second Crash-Landing + Bath House + Beach Attack〉 |                                                                                            | 4:07      |
| 9.  | 〈Nutmeg〉                                           |                                                                                            | 0:48      |
| 10. | 〈Kosame No Oka〉                                    |                                                                                            | 1:06      |
| 11. | 〈I Won't Hurt You〉                                 | 마이클 로이드, 숀 해리스, 밥 머클러리 작곡, 웨스트 코스트 팝 아트 익스피어리멘털 밴드 연주 | 2:23      |
| 12. | 〈Toshiro〉                                          |                                                                                            | 1:07      |
| 13. | 〈Jupiter and Oracle + Aboriginal Dogs〉             |                                                                                            | 2:05      |
| 14. | 〈Sushi Scene〉                                      |                                                                                            | 1:41      |
| 15. | 〈Midnight Sleighride〉                              | 세르게이 프로코피예프 작곡, 사우터 피너건 오케스트라 연주 (키제 중위)                      | 3:01      |
| 16. | 〈Pagoda Slide〉                                     |                                                                                            | 1:08      |
| 17. | 〈First Bath of a Stray Dog〉                        |                                                                                            | 0:26      |
| 18. | 〈TV Drumming〉                                      | 와타나베 작곡 및 연주                                                                      | 0:31      |
| 19. | 〈Kobayashi Canine-Testing Laboratory〉              |                                                                                            | 1:57      |
| 20. | 〈Tokyo Shoe Shine Boy〉                             | 이다 세이이치와 사노 타스쿠 작곡, 아카츠키 테루코 연주                                     | 3:02      |
| 21. | 〈Re-Election Night, Parts 1-3〉                     |                                                                                            | 5:00      |
| 22. | 〈End Titles〉                                       |                                                                                            | 4:51      |

## 수상
| 시상식               | 날짜            | 부문                  | 수상        | 결과 | 각주          |
| -------------------- | --------------- | --------------------- | ----------- | ---- | ------------- |
| 베를린 국제 영화제   | 2018년 2월 15일 | 감독 부문 은곰상      | 웨스 앤더슨 | 수상 | [ 37 ] [ 38 ] |
| 베를린 국제 영화제   | 2018년 2월 15일 | 작품상                | 웨스 앤더슨 | 후보 | [ 37 ] [ 38 ] |
| 골든 트레일러 어워드 | 2018년 5월      | 애니메이션/가족 TV 상 | 개들의 섬   | 후보 | [ 39 ]        |
| 골든 트레일러 어워드 | 2018년 5월      | Best Motion Poster    | 개들의 섬   | 수상 | [ 39 ]        |
| 골든 트레일러 어워드 | 2018년 5월      | Best Animation/Family | 개들의 섬   | 수상 | [ 39 ]        |
| 타이타닉 국제 영화제 | 2018년 4월 13일 | 관객 부문 작품상      | 웨스 앤더슨 | 수상 | [ 40 ]        |
| SXSW 영화제          | 2018년 3월 17일 | Headliners            | 웨스 앤더슨 | 수상 | [ 41 ]        |